# チャーリー・デイヴィス
チャーリー・デイヴィス（Charlie Davies、1986年6月25日 - ）は、アメリカ合衆国・ニューハンプシャー州マンチェスター出身の元プロサッカー選手。元サッカーアメリカ合衆国代表。現役時代のポジションはFW。

## クラブ経歴
ボストン・カレッジ卒業後、スウェーデンのハンマルビーIFとプロ契約を締結した。
2009年7月にFCソショーに移籍。
2009年10月13日、ジョージ・ワシントン・パークウェイで自動車事故に巻き込まれた。同乗していた22歳の女性は死亡し、デイヴィスも肋骨骨折や脳内出血などの重傷を負った。この事故が原因となり、2010 FIFAワールドカップ出場は断念せざるを得なくなった。
2016年7月30日、ニューイングランド・レボリューションはデイヴィスが脂肪肉腫と診断されたことを発表した。

## 代表歴
年代別の主要大会では2005 FIFAワールドユース選手権、2008年北京オリンピックに参加した。
2007年6月にサンノゼで開催された中国代表との親善試合でフル代表初出場。2010 FIFAワールドカップ・北中米カリブ海予選のトリニダード・トバゴ代表戦で初ゴールを決めた。

### ゴール
| # | 開催日         | 開催地             | 対戦国               | スコア | 結果  | 試合概要                    |
| - | -------------- | ------------------ | -------------------- | ------ | ----- | --------------------------- |
| 1 | 2008年10月15日 | ポートオブスペイン | トリニダード・トバゴ | 1 – 1  | 1 – 2 | 2010 FIFAワールドカップ予選 |
| 2 | 2009年6月21日  | フォケング         | エジプト             | 1 – 0  | 3 – 0 | コンフェデ杯2009            |
| 3 | 2009年7月6日   | シアトル           | グレナダ             | 4 – 0  | 4 – 0 | 2009 CONCACAFゴールドカップ |
| 4 | 2009年8月12日  | メキシコシティ     | メキシコ             | 1 – 0  | 1 – 2 | 2010 FIFAワールドカップ予選 |